# 肯特公爵夫人凯瑟琳
肯特公爵夫人凱薩琳·露西·瑪麗 GCVO（1933年2月22日—）是英國王室成員，本姓沃斯利。她是英王喬治五世之孫肯特公爵愛德華王子的妻子、英王查爾斯三世的堂舅母。
凱薩琳在1994年轉信天主教；她是自《1701年嗣位法令》生效以來首位改宗的王室成員。她的一生與音樂結下不解緣，曾參與多個合唱團的表演。2022年，隨著英女王伊莉莎白二世駕崩，凱薩琳成為尚在世的英國王室成員中最長壽者。

## 早年生活

肯特公爵夫人的皇家花押

凱薩琳·露西·瑪麗·沃斯利出生在沃斯利家族位於約克郡的祖宅霍溫漢姆府。她是第四代從男爵威廉·沃斯利爵士與妻子喬伊斯·摩根·卜內的第四個孩子和唯一一個女兒。她的母親是第二代從男爵約翰·卜內爵士的女兒、卜內門洋行（現為帝國化學工業）創辦人約翰·卜內的孫女。凱薩琳同時也是英格蘭共和國護國公奧立佛·克倫威爾的後裔。
1933年4月2日，凱薩琳在霍溫漢姆的諸聖教堂受洗，並由舅父第三代從男爵菲利克斯·卜內爵士、第二代從男爵迪格比·勞森少校、姑母溫妮弗萊德·科爾蓋特夫人和納寧頓府的瑪格麗特·達西·法夫擔任教父母。
凱薩琳在十歲前都未正式接受過教育。她其後就讀於約克郡的瑪格麗特王后學校和北諾福克的朗頓山學校。她在學校接觸了音樂，學習彈奏鋼琴、管風琴和小提琴，時至今日仍會演奏這些樂器；她在朗頓山學校更曾獲選為音樂幹事，並負責組織了在諾里奇舉行的學校演奏會。畢業時，凱薩琳的法語口語獲得及格，英語文學則被評價為「非常好」。
凱薩琳曾在克里斯托弗·努本製作的紀錄片《誰是賈桂琳·杜·普蕾？》中表達其對英國大提琴演奏家賈桂琳·杜·普蕾的欽佩之情。她在畢業後分別在約克的一家兒童福利院和倫敦的幼兒園工作一段時間。雖然她未能成功獲皇家音樂學院錄取，她其後選擇跟隨就讀牛津大學的兄長們前去牛津，入讀位於默頓街22號的哈布勒女士精修學校，是該校僅有的八位學生之一，並將其大部分時間都投入在音樂之中。

## 婚姻及子嗣
1961年6月8日，凱薩琳與肯特公爵喬治王子和希臘及丹麥的瑪麗娜公主的長子肯特公爵愛德華王子在約克大教堂成婚，是時隔633年再有皇室婚禮在該處舉行。二人在愛德華王子駐守在卡特瑞克屯駐地時邂逅，並於6月1日訂婚。
婚禮由愛德華的弟弟肯特的邁克爾王子擔任伴郎，伴娘團中則包括了安妮公主；賓客包括了英國、希臘、丹麥、挪威、南斯拉夫、羅馬尼亞和西班牙等歐洲多國的王室成員，以及演員諾爾·寇威爾和小道格拉斯·費爾班克斯。由於丈夫愛德華早在六歲時已繼承父親的肯特公爵爵位，凱薩琳在婚後隨即獲得肯特公爵夫人頭銜。
凱薩琳與丈夫共育有三名子女：
- 聖安德魯斯伯爵喬治·菲利普·尼可拉斯·溫莎（1962年6月26日—）：慈善家、前外交官。他在1988年1月9日與西爾瓦娜·托馬塞利（英语：Sylvana Tomaselli）結婚，婚後育有一子二女（唐帕特里克男爵愛德華·溫莎、瑪麗娜·溫莎女勳爵、亞美莉亞·溫莎女勳爵）。
- 海倫·泰勒女勳爵（英语：Lady Helen Taylor）（1964年4月28日—）：她在1992年7月18日與提摩西·泰勒結婚，婚後育有二子二女（哥倫布·泰勒、卡修斯·泰勒、埃洛伊斯·泰勒、艾絲黛拉·泰勒）。
- 尼古拉斯·溫莎勳爵（英语：Lord Nicholas Windsor）（1970年7月25日—）：他在2006年11月4日保拉·多伊米·德·盧皮斯·法蘭科潘·蘇比克·茲林斯基（英语：Lady Nicholas Windsor）結婚，婚後育有三個兒子（阿爾伯特·溫莎、利奧波德·溫莎、路易·溫莎）。

凱薩琳曾在1975年因風疹而流產，其後更在1977年10月5日誕下胎死腹中的兒子帕特里克，並因此患上了嚴重的憂鬱。她在1977年接受《每日電訊報》採訪時曾提及這次死產的經歷：「此事對我帶來了很大的打擊。我從不知道這樣的事情對任何女性來說會有多大的打擊，它讓我能夠理解其他遭遇過死產的人」。
當肯特公爵在軍中服役時，凱薩琳曾先後隨丈夫一同居住在香港和德國的已婚宿舍。夫妻二人後來多次代表堂姊英女王伊莉莎白二世履行王室公務，包括烏干達獨立慶祝活動和東加國王陶法阿豪·圖普四世的登基儀式等。
凱薩琳與丈夫的關係據報在1990年代末起一度變得疏遠，曾分居倫敦和牛津兩地，《每日鏡報》更在2004年傳出二人離婚的消息。夫妻二人其後在愛德華於2013年中風後和好，且凱瑟琳亦搬回倫敦肯辛頓宮官邸居住。

## 信仰
凱薩琳在1994年獲接納加入天主教會。她在事前就這項個人決定取得了女王首肯。她在接受英國廣播公司採訪時解釋道：「我喜歡指引，而天主教會為你提供指引。我一生中一直希望如此。我想知道對我的期望是什麼。我喜歡別人告訴我：週日你應該去教堂，如果不去，你就得受苦了！」。
縱然根據《1701年嗣位法令》規定，與天主教徒結婚的王室成員會喪失英國王位繼承權，但並未涵蓋婚後改宗轉信天主教的聖公會信徒，故她的丈夫肯特公爵並不會因此喪失王位繼承權。在此之後，凱薩琳的幼子尼古拉斯、孫子愛德華和孫女瑪麗娜均皈依天主教；而長子喬治則因與天主教徒成婚而被剝奪王位繼承權，直到《2013年王位繼承法令》於2015年生效才得以恢復。

## 近年生活
1978年，凱薩琳因「神經緊張」入院數週。據英國廣播公司報導，她患上了乳糜瀉和人類疱疹病毒第四型，其症狀與慢性疲勞症候群相似。她在接受診斷後辭去英國慢性疲勞症候群協會的會長職務，並積極參與各項慈善和學校活動。
凱薩琳喜愛穿著黃色、粉紅色和藍色的衣服，更在1980年獲國際最佳穿著名人堂選為當年的最佳穿著女性之一。
凱薩琳是全英草地網球和門球俱樂部的常客，並會為溫布頓網球錦標賽的得獎者頒發獎杯。她曾於1999年拒絕讓一名剛失去親人的朋友的十二歲兒子坐在的皇家包廂裡，並轉而安排其在包廂之外就座。據《每日電訊報》頭版報導，凱薩琳後來收到了俱樂部主席約翰·庫利的信函，提醒她除了王室成員外的兒童不得進入皇家包廂。她在收到信件後則威脅要抵制皇家包廂，約翰最終公開向其致歉。
她在2002年決定不再於私人場合使用「殿下」頭銜，並減少出席王室公務。她此後在非正式場合中採用丈夫的爵位名稱，以「凱薩琳·肯特」或「肯特公爵夫人凱薩琳」作為稱謂；但在正式場合和記錄中（如宮廷公報）仍使用正式頭銜「肯特公爵夫人殿下」。儘管公爵夫人決定遠離公眾視野，但她仍會出席王室的重大活動，其中包括2011年威廉王子與凱薩琳·密道頓的婚禮、2012年英女王登基鑽禧紀念期間在白金漢宮舉行的音樂會和聖保羅座堂的感恩節崇拜，以及2018年哈利王子與梅根·馬克爾的婚禮等，但卻缺席了英女王於2022年的葬禮和翌年的查爾斯三世加冕禮。
凱薩琳曾在1989年作客英國廣播公司電台第四台的節目《荒島唱片》，並在節目中選擇莫扎特的《聖體頌》（由瑞典電台合唱團演唱、柏林愛樂樂團演奏的版本）、一本DIY手冊和一個帶太陽能電池的燈為她最喜愛的歌曲、書籍和奢侈品。
公爵夫人在1996年完全卸下王室職務，並在赫爾河畔京士頓的萬斯貝克小學任職音樂教師，更在其肯辛頓宮的官邸附近租用了一處單間公寓，用以教授鋼琴課。她其後曾輾轉擔任皇家北方音樂學院院長和國家青少年音樂基金會的信托人。她在2004年3月登上英國廣播公司第一台《真實故事》節目時曾談及自己作為音樂老師的職業生涯：「教導（孩子們）給我帶來很多的滿足感，我為此感到榮幸。對我來說，這是最令人興奮的工作之一」。凱薩琳在翌年接受了英國廣播公司電台第三台的訪問，表達了她對於嘻哈音樂、唱作歌手蒂朵和她的歌曲《謝謝你》的喜愛。
凱薩琳是慈善組織製作音樂（前身為全國音樂協會聯合會）的贊助人，該組織是多個業餘和志願音樂團體的傘狀組織。她在2004年和時任國王學院學校校長尼古拉斯·羅賓遜共同創辦了慈善組織「未來天才」，旨在發掘、資助和培育英國的年輕音樂家。她也曾在2004年和2006年擔任英國廣播公司青年音樂家比賽的贊助人。
2011年，據捲入世界新聞報電話竊聽醜聞的私家偵探喬納森·里斯的夥伴表示，喬納森曾經侵入凱薩琳和丈夫愛德華的銀行帳號。
2016年5月，她以「未來天才」創辦人的身份在白金漢宮為年輕音樂人舉辦了一場音樂會。同年8月，公爵夫人在撒瑪利亞會提賽德分部的一名義工聯絡她之後，成為了該會的大使；她年輕時就為該會擔任過義工，更曾在1971年至1999年間擔任撒瑪利亞會的贊助人。她同時也是聯合國兒童基金會的支持者。
2022年，她在接受《星期日電訊報》訪問時表達了對於阿姆和冰塊酷巴為首的幫派饒舌的熱愛。

## 頭銜、榮譽及紋章

### 頭銜
由於凱薩琳並非出身貴族世家，她在婚前並無任何頭銜，婚後則使用肯特公爵夫人殿下（Her Royal Highness The Duchess of Kent）至今。

### 榮譽

#### 勳章
- 1961年：伊莉莎白二世王室勳章[42][43]
- 1977年6月9日: 皇家維多利亞大十字女騎士勳章（GCVO）[44]

#### 名譽軍事任命
- 1968年5月7日：約克郡義勇軍（英语：Yorkshire Volunteers）名譽上校[45][46]
- 1967年2月28日：皇家陸軍女子軍團（英语：Women's Royal Army Corps）名譽少將兼指揮官[47][48]
- 1977年6月11日：第4/第7皇家龍騎兵衛隊（英语：4th/7th Royal Dragoon Guards）名譽司令[49]
- 1985年5月7日：約克郡威爾斯親王親衛隊（英语：Prince of Wales's Own Regiment of Yorkshire）名譽司令[50]
- 1992年2月14日：皇家副官部隊（英语：Adjutant General's Corps）名譽副司令[51]
- 1992年2月14日：皇家龍騎兵衛隊名譽副司令[51]
- 1992年2月14日：皇家後勤部隊名譽副司令[51]

#### 其他榮譽
- 1966年—1999年：里茲大學校監[52][53]
- 1989年：約克市榮譽市民[54]

### 紋章
|  | 備注肯特公爵夫人凱薩琳的紋章，結合了丈夫肯特公爵愛德華王子和父親第四代從男爵威廉·沃斯利爵士的紋章 冠冕英國君主孫子的小王冠 扶盾者英國王室護盾獸，與小王冠和標誌同樣區別 勳章皇家維多利亞勳章環帶 VICTORIA 其他部分皇家維多利亞大十字女騎士勳章（GCVO） |

## 外部連結
- 英國王室網站上關於肯特公爵夫人的介紹 （页面存档备份，存于）
- 國家肖像館上肯特公爵夫人的肖像 （页面存档备份，存于）
- 未來天才官方網站 （页面存档备份，存于）